# George Wright
George Edward Wright (n. 29 de março de 1943, Halifax, Estados Unidos)  é um cidadão português de origem norte-americana, originalmente preso em 1962 e condenado por assassinato a uma pena de 15 a 30 anos. Wright escapou da cadeia de Bayside, em Leesburg, Nova Jérsia, em 1970, vindo a sequestrar um avião da Delta Airlines em 1972, fugindo para Argel.
George Wright viveu vários anos na Guiné-Bissau, país onde tinha pedido asilo politico e adquirido o nome de José Luís Jorge dos Santos, mudando-se posteriormente para Portugal, onde viveu os últimos 20 anos. Casou e teve dois filhos e na aldeia de Almoçageme onde vivia, era considerado um membro respeitado da comunidade. Na sequência de um mandato de captura internacional, foi detido pela Polícia Judiciária portuguesa a 26 de setembro de 2011  tendo o governo americano pedido formalmente a sua extradição. O pedido de extradição foi recusado pelo Tribunal da Relação de Portugal, a que se seguiu um recurso das autoridades norte-americanas. Este recurso foi rejeitado pelo Supremo Tribunal de Justiça de Portugal em 22 de Dezembro de 2011

## Antecedentes
Wright foi condenado em 1962 a uma sentença de 15 a 30 anos, pelo assassinato do dono de um posto de gasolina em Wall, Nova Jérsia. Tinha cumprido oito anos, quando ele e outros três homens fugiram da cadeia de Bayside, em Leesburg, Nova Jérsia a 19 de agosto de 1970.
Após a fuga, filiou-se ao Black Liberation Army, um grupo terrorista de esquerda pertencente à corrente extremista Black Power. A 31 de julho de 1972, vestido de padre e usando o pseudónimo de Rev. L. Burgess, sequestrou um avião da Delta Air Lines que ia de Detroit para Miami, acompanhado por três homens, duas mulheres e três filhos pequenos, incluindo a sua filha de 2 anos de idade
Quando o avião aterrou no aeroporto de Miami, os sequestradores exigiram um resgate de 1 milhão de dólares, o maior de seu tipo na época, para libertar as 86 pessoas a bordo. Depois de um agente do FBI ter entregue uma mochila de 70 quilos cheia de dinheiro, vestindo apenas um fato de banho, seguindo as instruções do sequestrador, os passageiros foram libertados. De seguida, seguiram para Boston, onde entrou a bordo um piloto internacional que os levou para Argel, a capital da Argélia, onde os sequestradores pediram asilo.
O asilo foi-lhes negado e o governo argelino prendeu-os por um breve período de tempo, devolvendo o avião e o dinheiro aos Estados Unidos da América. Visto não lhes ter sido concedido o asilo, mudaram-se para França onde foram presos, à excepção de Wright que ficou a monte.

## Guiné-Bissau
Após uma breve passagem por Portugal na década de 70, muda-se para a Guiné-Bissau, onde pede asilo politico e adquire o nome português de José Luís Jorge dos Santos, sendo no entanto conhecido por "Jack". Na década de 80, foi treinador de basquetebol da equipa do Banco Nacional da Guiné e posteriormente do Benfica de Bissau. Convive com o então o representante diplomático americano na Guiné-Bissau, John Blacken e a sua mulher, chegando a trabalhar em projectos de tradução para a embaixada americana na Guiné-Bissau

## Portugal
Depois de sair da Guiné-Bissau, foi viver para Sintra, em Portugal, onde adquiriu a nacionalidade portuguesa através do casamento vindo a ter dois filhos. Foi pintor da construção civil, teve um quiosque de artesanato e foi dono de um take-away de frangos e de um restaurante. Posteriormente, criou uma empresa de pintura decorativa e tornou-se vendedor de cosméticos. Ironicamente, entre os seus vários trabalhos inclui-se um de barman para a base da NATO em Oeiras, um local com elevada segurança e onde para se entrar ao serviço se tem que deixar as impressões digitais.

## Prisão
Em 2002 o FBI reabriu o caso e devido a chamadas efectuadas para familiares nos EUA, começaram a prestar mais atenção a Portugal, onde através da impressão digital contida no Bilhete de identidade, e através da assistência da Polícia Judiciária, foi detido na sua casa em Colares a 26 de setembro de 2011.